# Artimus Pyle
Artimus Pyle (Louisville, SAD, 15. srpnja 1948.) je američki glazbenik, bubnjar.

## Životopis
Pyle se Lynyrd Skynyrdu pridružio 1974. zamjenjujući Boba Burnsa. Uz Allena Collinsa, Leona Wilkesona te Garyja Rossingtona preživio je nesreću zrakoplova u listopadu 1977. u kojoj su živote izgubili ostali članovi sastava. Nakon što su preživjeli članovi osnovali Rossington Collins Band, Pyle nije bio među njima, nego je 1982. osnovao je sastav Artimus Pyle Band s kojim je snimio par albuma. Sudjelovao je u ponovnom okupljanju sastava Lynyrd Skynyrd 1987., a napustio ga je nakon turneje 1991., kada ga je zamijenio Kurt Custer.

## Vanjske poveznice
- Stranica Artimus Pyle Banda